# مسجد بايور الكبير
مسجد بايور الكبير هو أحد المساجد الواقعة غرب إندونيسيا، يقع المسجد في مدينة بيور في منطقة تانجونج من أغام غرب سومطرة.
شيد المسجد في أوائل القرن العشرين ليس بعيدا من الطريق السريع الذي يربط أغام عاصمة المقاطعة إلى مدينة بوكيتنغي.

## التحديث
كان المسجد في حالة غير جيدة، وفي أوائل عام 2000 قررت المجتمعات المحلية أنها قادرة على ترميم مسجد بيور، نشأت هذه الفكرة من القاضي داتواك طنطاوي هو من أصحاب العمل والتجارة في جاكرتا، وشمل تجديد المسجد تحسينات على البناء مثل الفضاء المفتوح وأماكن وقوف السيارات، وتمت في هذا التجديد بناء مبنى المدرسة الابتدائية .

## العمارة
عمارة المسجد تجمع بين معبد في تايلاند وشكل السقف الموجود في منازل المينانجكاباو التقليدية، ويمكن النظر إلى مزيج من هذه العمارة على الماذن الصغيرة التي يقع في الزوايا الأربع من سقف المبنى الرئيسي، في حين تم تصميم هيكل السقف واتباع نمط بناء منازل على ركائز متينة مع سقف ثلاثي المستويات، في الجزء الأمامي للمسجد هناك فضاء مفتوح مع نافورة، بينما في الغرفة الخلفية للمسجد هناك بركة ماء، وعلى الجانب الأيسر والجانب الأيمن من البركة أماكن وضوء، وتم تجهيز المسجد بالعديد من المرافق مثل الصنادل والأحذية والرعاية النهارية والوضوء للرجال والنساء، فضلا عن منطقة وقوف السيارات .